# Orašac (Travnik, BiH)
Orašac je naseljeno mjesto u općini Travnik, Federacija Bosne i Hercegovine, BiH.

## Zemljopis
Nalazi se sjeveroistočno od Travnika, oko dvanaest kilometara od magistralne ceste Travnik - Vitez.
Smješteno je iznad doline Bile, pritoke Lašve, na 870 metara nadmorske visine.

## Povijest
Tijekom bošnjačko-hrvatskog sukoba, pripadnici Armije RBiH su 8. lipnja 1993. protjerali Hrvate iz Orašca i ostalih sela u dolini Bile. Nakon protjerivanja Hrvata u njihove su se kuće uselili mudžahedini, a u Orašcu se do 1998. nalazi i njihov kamp. Kuće su uništene 1996., a mjesno groblje je devastirano 1997. godine.
Danas je obnovljeno tek nekoliko kuća, ali stalnih stanovnika u Orašcu nema. U kolovozu 2018. izgrađena je kapele posvećene Preobraženju Gospodinovu.

## Stanovništvo

### 1991.
Nacionalni sastav stanovništva 1991. godine, bio je sljedeći:
ukupno: 170
- Hrvati - 168
- Srbi - 2

### 2013.
Na popisu stanovništva 2013. godine bilo je bez stanovnika.